# خميلة (بهلا)
خميلة منطقة سكنية تقع في ولاية بهلا، التابعة لمحافظة الداخلية في سلطنة عمان. يقدر عدد سكانها بـ 67 نسمة حسب إحصاء عام 2010 التابع للمركز الوطني للإحصاء والمعلومات الحكومي. رمز المنطقة هو 50220091.
وهيه منطقة بدوية ويعيش فيها قبيلة 
الدروع (الدرعي) وهم أصل الدروع ويعيش فيها ابناء عمهم قبيلة الخميسي

## الوصلات الخارجية
- المركز الوطني للإحصاء والمعلومات، سلطنة عمان